# عماد النويرى
عماد النويرى(مواليد 1954 -3 أبريل 2023) كاتب وناقد سينمائي مصري، مدير «نادي الكويت للسينما»، تراس صفحة السينما في جريدة القبس الكويتية، حاصل على ليسانس آداب، من كلية الآداب قسم لغة انجليزية جامعة القاهرة.

## سيرته
- حاصل على ليسانس الآداب من كلية الآداب – لغة إنجليزية – من جامعة القاهرة.[6]
- ناقد سينمائي تراس صفحة السينما في جريدة القبس الكويتية، وكتب في العديد من الصحف والمجلات العربية.[7]
- مدير نادى الكويت للسينما، ومدير تحرير مجلة الغدير ومدير تحرير مجلة السينما اليوم ومدير عام شركة أوزون للسينما (سابقا).
- صدر له ستة كتب متخصصة في السينما ومجموعه قصصية ومسرحية.
- كتب سيناريو سبعة أفلام تسجيلية، أضافه الى العديد من البرامج التلفزيونية لتلفزيون الكويت ولمؤسسة الإنتاج البرامجي المشترك.
- حاضر وشارك بأوراق بحث عن السينما في الخليج في العديد من الملتقيات والمهرجانات السينمائية داخل الكويت وخارجها.
- شارك كعضو لجنه تحكيم في مهرجانات خليجية وعربية.
- حاضر عن كتابة السيناريو وفن الكتابة الدرامية للفيلم الروائي القصير في ورش داخل الكويت وخارجها.
- مؤسس ورئيس منصة راكودا الرقمية.

## مؤلفاته
صدر له أربعة كتب:
- الرأس والجدار (رواية)،
- سينمائيات،
- نور الشريف الفنان والإنسان،
- السينما في الكويت،